# 山里真元
山里 真元（やまざと まさゆき）は、「日本コムシンク」の社長。日本スーパーカー協会事務局長、ライティングGT代表ライター。。

## 来歴
島根大学総合理工学部を卒業後、国内最大手の「NTTデータシステム技術」に入社し、「新日銀ネット」開発の大型プロジェクトを担当。ITコンサルティング会社を起業し、2010年より趣味の車好きが高じて主にスーパーカーやクラシックカーなどの売買相談も開始。輸入各社との関係も大きく、国内外新型クラシック問わず幅広く相談を受けている。
IT系のシステム開発会社「日本コムシンク」の創業者、山里久夫の子息で、2018年に同社の常務取締役として入社。2020年11月に代表取締役社長に就任した。
趣味は自動車のツーリングで、地域密着型のスーパーカークラブを運営し、日本スーパーカー協会事務局長も務める。「東京モーターショー2019」の送客支援では、日本コムシンクと（株）空色との共同で、AIチャットボット（チャット上での人の問いかけに自動で答えを返すプログラムのこと）を駆使した「チャット送客」の実証実験を実施した。また、新車・自動車ニュースのWEBマガジンCarMe（カーミー）や車の燃費やメンテナンス情報を発信するサイト「e燃費」などへも自動車関連情報を多数投稿している。